# Melanotrichia attia
Melanotrichia attia är en nattsländeart som beskrevs av Malicky och Chantaramongkol 1992. Melanotrichia attia ingår i släktet Melanotrichia och familjen Xiphocentronidae. Inga underarter finns listade i Catalogue of Life.